# Охлопково (Арзамаський район)
Охлопково (рос. Охлопково) — присілок в Арзамаському районі Нижньогородської області Російської Федерації.
Населення становить 160 осіб. Входить до складу муніципального утворення робітниче селище Виєздне.

## Історія
Від 2009 року входить до складу муніципального утворення робітниче селище Виєздне.

## Населення
| 1999 | 2002 | 2010 |
| ---- | ---- | ---- |
| 194  | ↘189 | ↘160 |